# Clark megye (Kentucky)
Clark megye az Amerikai Egyesült Államokban, azon belül Kentucky államban található. Megyeszékhelye és legnagyobb városa Winchester. Lakosainak száma 36 972 fő (2020. április 1.). Clark megye Montgomery, Powell, Estill, Madison, Fayette és Bourbon megyékkel határos.

## Népesség
A megye népességének változása:
| Lakosok száma | 35 610 | 35 473 | 35 737 | 35 614 | 35 757 | 36 972 |
|               | 2010   | 2011   | 2012   | 2013   | 2015   | 2020   |